# Hoch Ducan
Der Hoch Ducan, auf der romanischen Seite Piz Ducan, ist ein 3063 m ü. M. hoher Berg im Schweizer Kanton Graubünden.
Das Bergmassiv bildet einen südlichen Riegel im Sertigtal, das aber östlich des Massivs noch weiter zum Sertigpass führt, und umfasst in nordöstlicher Richtung die beiden Nebengipfel Plattenflue (3013 m) und Mittagshorn (2735 m). Gegen Südwesten schliessen sich an der Chlein Ducan (3004 m, romanisch Ducan Pitschen) und der Gletscher Ducan (3020 m, romanisch Ducan Dador).
Das ganze Bergmassiv liegt auf den Gemeindegebieten der Gemeinden Davos (deutschsprachig) und Bergün Filisur (romanischsprachig).
Das Ducanmassiv besteht aus mitteltriassischem Dolomit.